# Житен пазар
Житен пазар е малък площад в район Централен на град Пловдив. Той се намира на булевард „Шести септември“ и улица „Цар Иван Шишман“. Той е източната входна точка на Стария град. Той носи името на пазара разположен на това място в края на 1950-те. Преди 1989 г. площадът носи името Шахбазян.

## История
Житният пазар в Пловдив се е намирал в подножието на Стария град на кръстовището до баня „Старинна“. След започване на прокопаването на тунела през 1950-те и формиране на новия булевард „Георги Димитров“, житният пазар е преместен на изток, където днес е площадът.
През 2018 г. общината обяви намерението си да ремонтира площада, да го покрие с клинкерни плочи и изгради амфитеатър за популяризиране дейността на районни културни институции и градски тържества. В тревните площи архитектите са замислили лежанки от тиково дърво.

## Забележителности
- Стария град – през улица „Стръмна“
- Храм „Света Неделя“
- Историческия музей